# 965

## Събития
- Киевският княз Светослав I разгромява Хазарския хаганат и превзема столицата Итил

## Починали
- 4 юли – папа Бенедикт V
- 27 март – Арнулф I